# Olympische Sommerspiele 1972/Teilnehmer (Tschad)
| Gelbes Symbol für Goldmedaillen mit stilisierten Olympischen Ringen | Graues Symbol für Silbermedaillen mit stilisierten Olympischen Ringen | Braundes Symbol für Bronzemedaillen mit stilisierten Olympischen Ringen |
| ------------------------------------------------------------------- | --------------------------------------------------------------------- | ----------------------------------------------------------------------- |
| —                                                                   | —                                                                     | —                                                                       |

Tschad nahm an den Olympischen Sommerspielen 1972 in München mit einer Delegation von vier Sportlern (alle Männer) teil.

## Teilnehmer nach Sportarten

### Boxen
- Noureddine Aman Hassan
Halbschwergewicht: 1. Runde

### Leichtathletik
- Gana Abba Kimet
100 Meter: Vorläufe

- Saleh Alah-Djaba
100 Meter: Viertelfinale
200 Meter: Vorläufe

- Ahmed Sénoussi
Hochsprung: 35. Platz in der Qualifikation